# Пракседа (новелла)
«Пракседа» (фр. Praxede) — историческая новелла французского писателя Александра Дюма-отца, написанная в 1841 году. Была опубликована в том же году в составе одноимённого сборника.

## Сюжет
Действие новеллы происходит в 1099 году. Раймон Беренгер III, только что ставший графом Барселоны, узнаёт, что германский император Генрих IV собирается сжечь заживо свою жену Пракседу, заподозренную в супружеской неверности. Граф, уверенный в несправедливости обвинения, отправляется в Германию, чтобы защитить императрицу. В судебном поединке он одерживает победу, после этого Генрих узнаёт, что Пракседу оклеветал его сын от первого брака. Супруги воссоединяются, а Раймон Беренгер в качестве награды получает руку маркизы провансской.
Новелла была опубликована в 1841 году в составе сборника «Пракседа» (в него вошли также новеллы «Педро Жестокий» и «Дон Мартин ди Фрейташ»). Это единственное произведение, в котором Дюма обращается к событиям XI века. Сам он объясняет создание новеллы желанием показать, как именно объединились Каталония и Прованс. Основой сюжета стала реальная история брака германского императора Генриха IV с русской княжной Евпраксией Всеволодовной, который закончился скандалом европейского масштаба.